# Anna Dominique Coseteng
Anna Dominique "Nikki" Coseteng (Manilla, 18 december 1952) is een Filipijns politicus. Cosenteng was van 1992 tot 2001 lid van de Filipijnse Senaat. Daarvoor was ze van 1987 tot 1992 lid van het Filipijns Huis van Afgevaardigden.

## Biografie
Anna Dominique Coseteng werd geboren op 18 december 1952 in de Filipijnse hoofdstad Manilla. Ze was een dochter van Emerson Coseteng, een topman in het Filipijnse bedrijfsman, en Alicia Marquez-Lim. Ze volgde haar middelbaar onderwijs aan St. Paul’s College, Maryknoll College en St. Maur’s Convent in Engeland. Daarna vervolgde ze haar opleiding aan de Notre Dame College of California en de University of the Philippines. 
Op 18-jarige leeftijd werd ze aangesteld als assistant van de President van de Mariwasa Group of Companies. Van 1970 tot 1981 was ze curator eigenaresse van Galerie Dominique. Tegelijkertijd was ze, tot 1983, teameigenaar van Galerie Dominique Basketball Team. In 1983 werd benoemd tot vicepresident van de Philippine Basketball Association.
Coseteng was een zogenaamde 'straatparlementarier' en mensenrechtenactivist tijdens het regime van Ferdinand Marcos. Na de val van Marcos door de EDSA-revolutie ging ze werken als radiocommentator bij Radyo ng Bayan en later als prestator van het programma 'Woman Watch' dat werd gedurende negen jaar wekelijks werd uitgezonden op radio en televisie. Ook speelde ze in 1989 samen met een toenmalig senator en de latere president Joseph Estrada een rol in de film 'Sa Kuko Ng Aguila'. In 1991 gaf ze het boek Sinaunang Habi – Philippine Ancestral Weave uit.
Bij de verkiezingen van 1987 werd ze gekozen als lid van het Filipijns Huis van Afgevaardigden namens het 3e kiesdistrict van Quezon City. Drie jaar later werd ze bij de verkiezingen van 1992 voor een termijn van drie jaar gekozen als lid van de Filipijnse Senaat. Ze was in die tijd voorzitter van de Senaatscommissie voor vrouwen en familierelaties en de commissie voor culturele gemeenschappen. Ook diende ze als vicevoorzitter van enkele andere Senaatscommissies. Bij de verkiezingen van 1995 werd ze herkozen, ditmaal met een termijn van 6 jaar tot 2001. Ze was voorzitter van de Senaatscommissie voor arbeid, de commissie voor werk en Human Resource ontwikkeling en de commissie voor ambtenaarszaken en overheidsreorganisaties. Daarnaast was ze nog in diverse Senaatscommissies vicevoorzitter.
Bij de verkiezingen van 2007 deed ze opnieuw een poging een Senaatszetel te veroveren. Als onafhankelijk kandidaat behaalde ze 5.274.682 stemmen, waarmee ze een 22e plek behaalde en dus niet werd gekozen in de Senaat. Nadien werd ze in navolging van haar moeder president van de Diliman Preparatory School, een privéschool voor onderwijs van kleuterklas tot en met middelbare school.
Coseteng trouwde in 1972 met Fulvio Magpayo en kreeg met hem twee kinderen.

### Boeken
- Bowker-Saur (1991), Who's Who in Asian and Australasian Politics, Bowker-Saur, Londen
- Mahal Kong Pilipinas Foundation, Inc (1994), Who's who in Philippine Government, Mahal Kong Pilipinas Foundation, Inc, Quezon City

### Websites
- Biografie Coseteng, Website van het Filipijnse Senaat.
- Butch Fernandez, Nikki Coseteng: From legislator to educator, BusinessMirror (30 september 2012)